# René Coulon
René André Coulon est un architecte et designer français né le 27 juin 1908 à Paris et mort le 23 février 1997 dans la même ville.

## Biographie

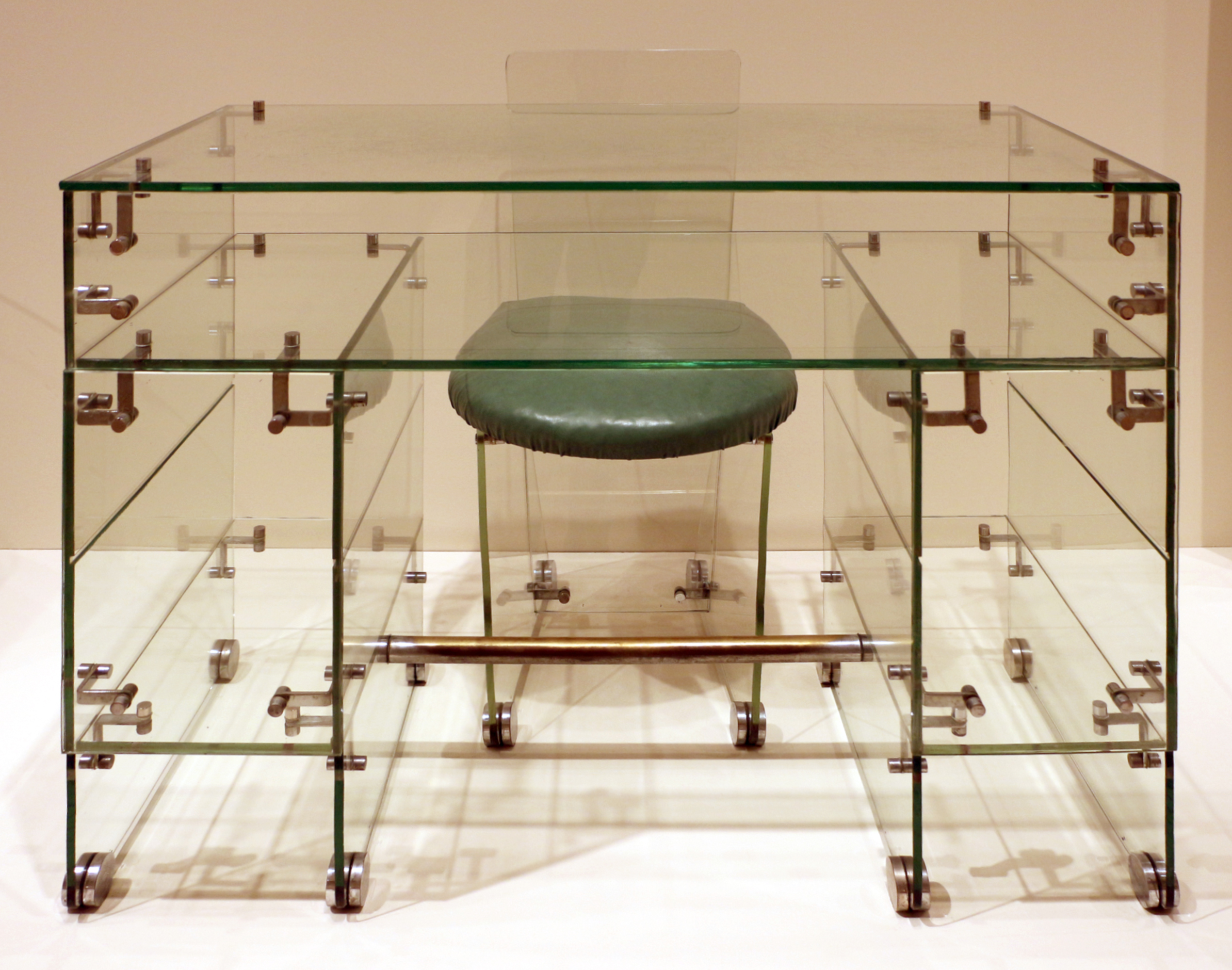
1940s.

En 1933, il devient membre de la société française d'archéologie.
Jeune architecte, il travaille avec Saint-Gobain en proposant un pavillon à l'exposition universelle de 1937 et en concevant un mobilier de verre très innovant,.
Prisonnier de guerre, l'Académie française lui décerne le prix Général-Muteau en 1942.
Il construit la faculté des sciences à Bordeaux, au domaine universitaire de Talence Pessac Gradignan entre 1955 et 1961.
En 1961, il conçoit avec Guillaume Gillet un projet d'hôtel pour remplacer la gare d'Orsay.
Choisi par le ministre Jean Berthoin, il participe au projet du campus de Jussieu avec Urbain Cassan et Constantin de Gortchakoff, à la suite d'Édouard Albert. Un premier plan est établi le 30 juin 1955 et sera modifié le 30 avril 1956. René Coulon est très enthousiasmé par la réalisation de ce projet et défend la tour du site face aux critiques en la comparant à un clocher, à un beffroi.

## Réalisations
- Pavillon Saint-Gobain à l'Exposition universelle de Paris en 1937, avec Guillaume Gillet;
- collaborateur de Rob Mallet-Stevens pour le Pavillon de l'Hygiène, à l'Exposition universelle de Paris en 1937,
- institut intercolonial d'Adiopodoumé pour la  formation des chercheurs d'Outre-mer (Abidjan, Côte d'Ivoire) vers 1945;
- Centre de Recherche de la Sidérurgie (IRSID) à Saint-Germain-en-Laye  (Yvelines) en 1947-52, avec l'architecte Olivier Caplain et l'ingénieur  Jean Prouvé;
- laboratoire central des potasses (SECPIA) à Argenteuil, Val-d'Oise, en 1950 ;
- trésorerie paierie générale, actuellement université de Melun (Seine-et-Marne) en 1950 ;
- trésorerie générale à Brest en 1950-60 ;
- centre social et crèche des usines Renault à Boulogne-Billancourt en 1953 ;
- bureaux de l'Union Compagny au Caire (Égypte) en 1955-58 ;
- centre électronique Thomson-Houston à Bagneux (Hauts-de-Seine) vers 1957, avec Roger Schneider et J. Duval (démoli) ;
- laboratoires de la compagnie française de raffinage au Havre en 1958 ;
- laboratoire du feu à Champs-sur-Marne en 1958, avec Pierre Sautier ;
- Centre de Cadarache, Commissariat à l'énergie atomique, à Saint-Paul-lès-Durance (Bouches-du-Rhône) en 1963 ;
- Villes nouvelles de Mourenx vers 1960, avec Philippe Douillet, J. Maneval, de Mont-Saint-Aignan (Seine-Maritime) ;
- quartier et église de Bagatelle, facultés des sciences de Bordeaux en 1952-54 et de Paris (sur l'emplacement de la Halle aux Vins) Université Paris VII Denis Diderot en 1958-64, avec Édouard Albert, Roger Seassal, Louis Madeline et Urbain Cassan ;
- Trésorerie générale à Angers, Maine-et-Loire, vers 1959 avec O. Caplain ;
- succursale de la Caisse des Dépôts et Consignations à Angers en 1964 ;
- bureaux, bâtiments et restaurants de la Caisse des Dépôts à Arcueil (Val-de-Marne) en 1960 ;
- lycée Jehan-Ango à Dieppe (Seine-Maritime) en 1960, avec R. Masson ;
- logements au Kremlin Bicêtre  (Val-de-Marne) en 1960, avec Douillet et Allaeys ;
- École des Hautes Études Commerciales (H.E.C.) à Jouy-en-Josas (Yvelines) en 1964, avec  les architectes Boisseson, Dumas, Bernard Delaye, Paul Durufle et le  paysagiste Robert Joffet[12].  En tant qu'architecte en chef, deux édifices administratifs, inaugurés le 7 novembre 1966 :
- Caisse primaire de sécurité sociale de Dieppe (Seine-Maritime)[13];
- Caisse d’allocations familiales de Dieppe (Seine-Maritime)[13] ;
- Mairie de Dieppe[13], inaugurée le 1er décembre 1966 ;

- hôtel Méridien, Porte Maillot, Paris 16e, en  1970; pendant cet immense chantier, il utilise notamment les services du sculpteur et décorateur Yves Millecamps ;
- hôtel Sofitel Bourbon à Saint-Denis (Seine-Saint-Denis) en 1970.